# 蔡政
蔡政（？—1668年），字拱樞，生於泉州府同安縣金門，族裔閩南人，為臺灣鄭氏王朝開國初期的重要文臣。

## 生平
蔡政早年為鄭成功所任用，為刑官司務之職，隨王北伐滿清。明永曆十三年（1659），出任禮部都事，北上大清京師議和。明永曆十五年（1661），蔡政跟隨鄭成功出兵征討荷屬臺灣，佔領台灣，史稱「攻台之役」；鄭成功隨後詔告「開國建都」，蔡政則改任賞勳司。永曆十六年，明昭宗駕崩於昆明，鄭成功亦於同年薨殂於安平城。鄭成功之弟鄭襲以保護「大將軍印」為由，欲謀王位；再加上王世子鄭經與先王不合，以及黃昭順、蕭拱宸、曹文龍與蔡雲等人的唆使之下，鄭世襲被擁立為「東都主」，拒兵反對世子繼位。蔡政此時居於承天，以「大義」嚴厲斥責，並侍奉先王遺留的翼善冠與袞龍袍至廈門一帶呈獻，並請世子繼嗣王位。
永曆十七年（1663年），蔡政以協理刑官之職出使日本，交涉取回前戶官鄭泰所寄存之鉅銀以作為軍需使用，但日方要求蔡政與鄭泰之弟鄭鳴駿雙方應提出充分證據而繼續保管存銀。取回存銀失敗後，蔡政返回思明州時遭鄭鳴駿扣留泉州，蔡政以計逃回東寧，出任協理刑官。
永曆二十二年（1668年）夏，五月，蔡政逝世。